# Sili-Adad
Sili-Adad je bil dvanajsti  amoritski kralj mezopotamske mestne države Larse, ki je vladal leta 1836-1835 pr. n. št. (dolga kronologija) oziroma 1771-1770 pr. n. št. (kratka kronologija).
Na prestol je pršel po prevratu po smrti vladarja Sin-Ikišama in vladal manj kot eno leto. Ko sta Babilonija in Isin sklenila zvezo proti Larsi   in jo premagala, je za Sili-Adadom izginila vsaka sled. Na larškem prestolu ga je zamenjal  Varad-Sin,  mladoletni sin elamskega vladarja Kudur-Mabuka. 